# Друга Роченсальмська битва
Друга Роченсальмська битва — морська битва між Росією і Швецією, що сталася 28—29 червня (9 — 10 липня) 1790 року на рейді міста-фортеці Роченсальм (також відома Свенскзунд швед. Svensksund, фін. Ruotsinsalmi; з 1878 року — фінське місто Котка) в протоці Свенскзунд між островами Балтійського моря Коткансаарі, Муссау і Куутсало. Шведські воєнно-морські сили завдали нищівної поразки російському флоту, що призвело до почесного для шведів закінчення практично вже виграної Росією російсько-шведської війни. Друга Роченсальмська битва стала останнім великим боєм гребних флотів і найбільшою в історії битвою на Балтійському морі.

## Передісторія

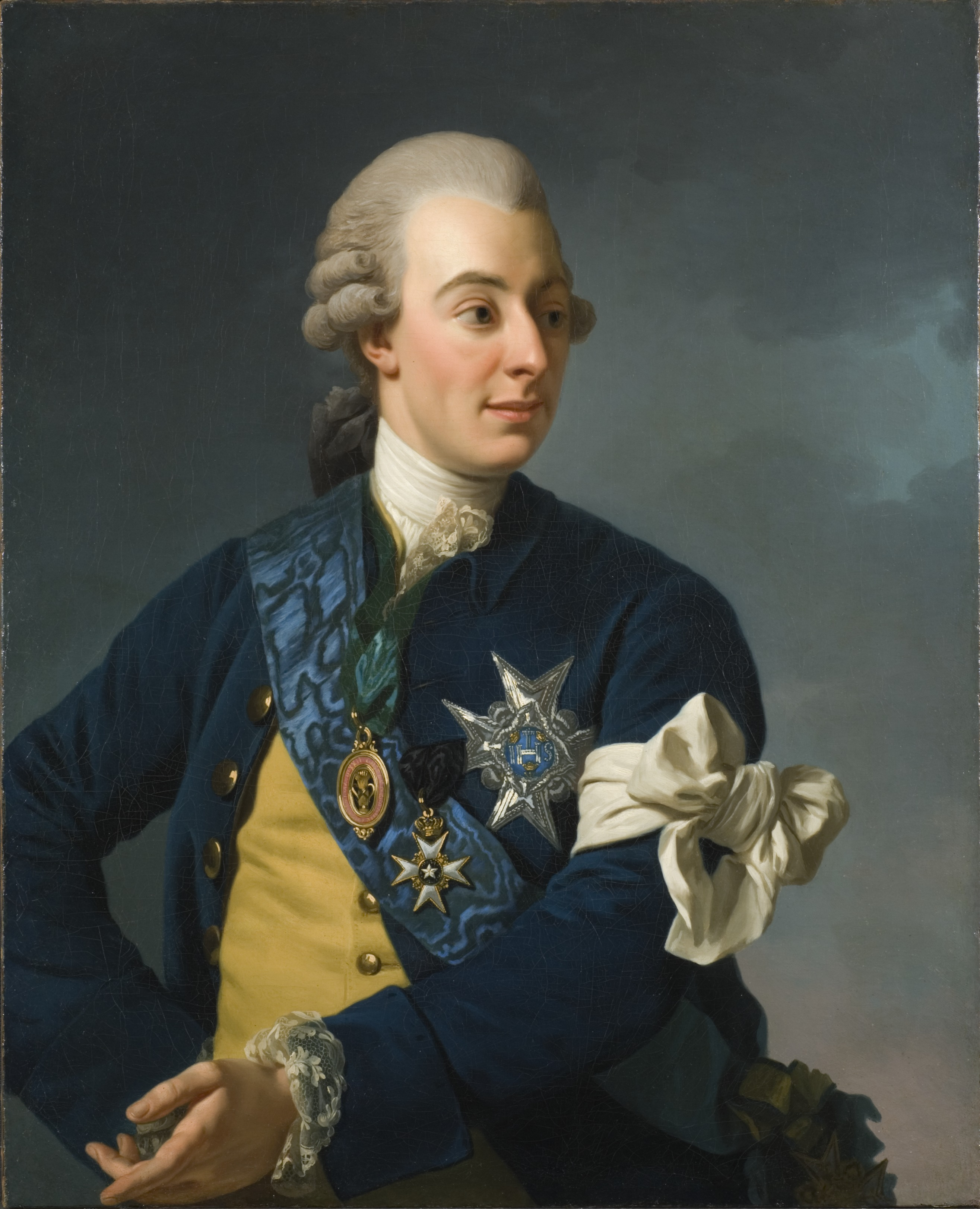
Король Густав ІІІ особисто командував флотом у битві

Військово-політичні обставини, що склалися до 1788 року, — зокрема, передислокація частини російського Балтійського флоту на Чорне море, обумовлена війною Росії з Османською імперією — спонукали шведського короля Густава III розпочати війну проти Російської імперії. Крім того, переможна війна з Росією повинна була, за задумом Густава, відвернути увагу населення Швеції від внутрішніх політико-економічних негараздів, а також виставити монарха, який отримав абсолютну владу внаслідок державного перевороту, в образі «короля-героя» в очах шведської нації.
Головною стратегічною метою Густава III було відвоювання фінських територій, втрачених Швецією в результаті попередньої Російсько-шведської війни (1741—1743). У 1788 році, з наміром скористатися ослабленням позицій Росії на балтійському плацдармі, король Швеції почав морську кампанію в Фінській затоці; звідки він планував атакувати Кронштадт і Санкт-Петербург. Бойовий дух сухопутної шведської армії був низький через внутрішньоармійські політичні розбіжності, тому Густав був змушений майже цілком покластися на флот і на щойно створене військо внутрішньої берегової охорони, що базувалося в морській фортеці Свеаборг.
Передбачалося, що війна буде виграна несподіваним нападом на Санкт-Петербург силами шведських Королівського і Армійського (шхерного) флотів. Останній був першокласним річковим військовим флотом, призначеним для берегових десантних операцій в Балтійському басейні і був елітою шведських збройних сил кінця XVIII століття. Однак, після Гогландської битви 17 липня 1788 року, що закінчилася тактичною нічиєю, але стратегічною поразкою для Швеції, Росія перехопила військову ініціативу, що призвело до зростання політичної напруги у Швеції, і тільки парламент Швеції (Риксдаг) 1789 року зміцнив положення короля.

## Битва

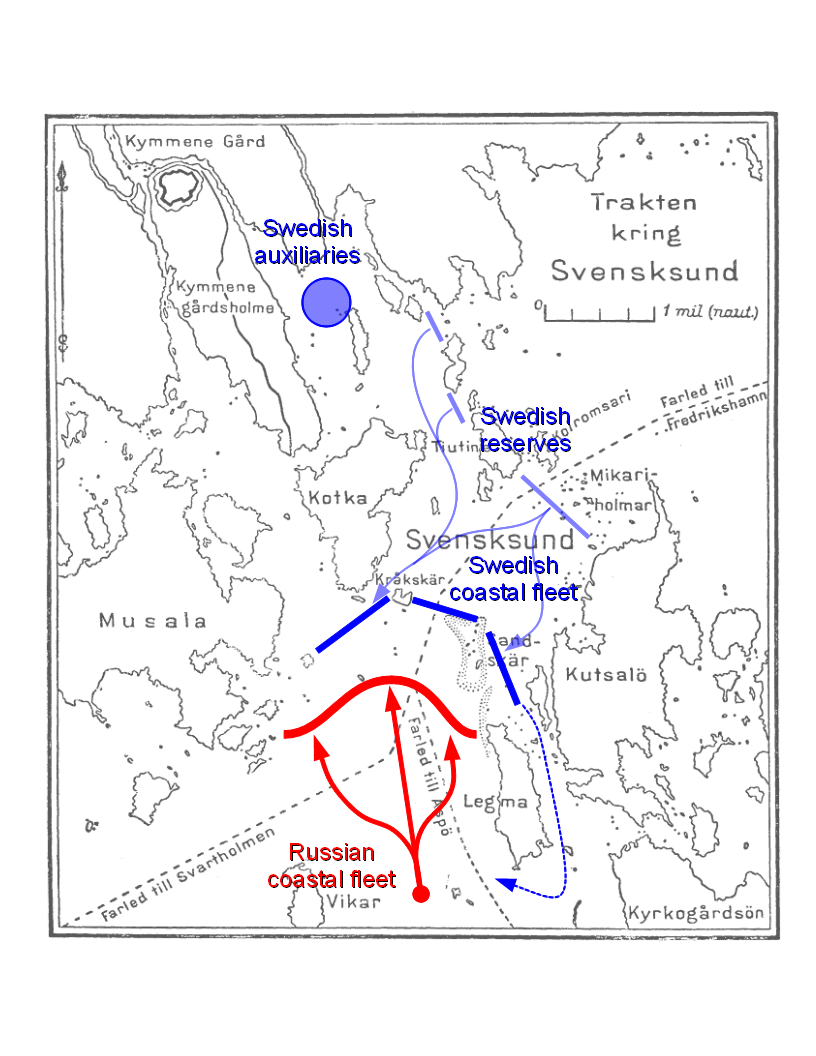
План битви

Спроба штурму Виборга, розпочата шведами в червні 1790 року не увінчалася успіхом. 4 липня 1790 шведський флот, блокований російськими кораблями в Виборзькій затоці, вирвався з оточення ціною значних втрат. Відвівши Галерний флот до Роченсальма (основний склад вітрильних бойових кораблів, уцілілих при прориві Виборзької блокади, пішов на ремонт в Свеаборг), Густав III і прапор-капітан підполковник Карл Олаф Кронстедт почали підготовку до атаки росіян. 6 липня були зроблені остаточні розпорядження про організацію оборони. На світанку 9 липня 1790 року був відданий наказ до початку бою.
На відміну від першої Роченсальмської битви, російські війська вирішили прориватися на шведський рейд з одного боку Роченсальмської протоки. Начальник російського гребного флоту в Фінській затоці віце-адмірал Карл Нассау-Зіген підійшов до Роченсальма о 2 годині ночі і о 9 годині ранку, без попередньої розвідки, почав бій — ймовірно, він і його офіцери бажали зробити подарунок імператриці Катерині II до дня сходження на престол. З самого початку битви її хід виявився сприятливим для шведського флоту, що закріпився на Роченсальмському рейді потужним Г-подібним якірним ладом — не дивлячись на значну перевагу росіян у особовому складі і корабельної артилерії. У перший день битви російські кораблі атакували південний фланг шведів, але були відкинуті ураганним вітром і обстріляні з берега шведськими береговими батареями, а також шведськими галерами і канонерськими човнами, що стояли на якорі.
Потім шведи, вміло маневруючи, перемістили канонерські човни на лівий фланг і розбили стрій російських галер. Підчас панічного відступу більшість російських галер, а слідом за ними фрегатів і шебек були розбиті штормовими хвилями, затонули або перекинулися. Кілька російських вітрильних кораблів, які стояли на якорі на бойових позиціях, було взято на абордаж, захоплено в полон або спалено.
Вранці наступного дня шведи закріпили свою перевагу новою успішною атакою. Залишки російського флоту були остаточно відігнані від Роченсальма.
Втрати російської сторони в битві склали близько 7400 (з 18 500) чоловік убитими, пораненими або захопленими в полон. Було потоплено, спалено або взято на абордаж 64 російських кораблі, третина з них — 22 бойові кораблі, в тому числі флагманський корабель Нассау-Зігена «Катаріна» — захоплена як трофей. Шведські втрати склали 4-6 потоплених кораблів і близько 300 чоловік убитими і пораненими.

## Масштаб битви
У битві, що стала найбільшою в історії битвою на Балтійському морі, з обох сторін було задіяно до 500 кораблів (включаючи транспортні судна, а також кораблі, які не брали прямої участі в битві), близько 30 000 чоловік і кілька тисяч корабельних гармат. Друга битва при Роченсальмі коштувала російській стороні близько 40 % балтійського флоту берегової оборони. Бій вважається однією з найбільших військово-морських операцій (щодо кількості задіяних суден) у всій військово-морській історії; більшу кількість бойових кораблів — якщо не брати до уваги дані античних джерел про битви при острові Саламін і мисі Екном — взяло участь лише в битві в затоці Лейте 23-26 жовтня 1944 року.

## Наслідки

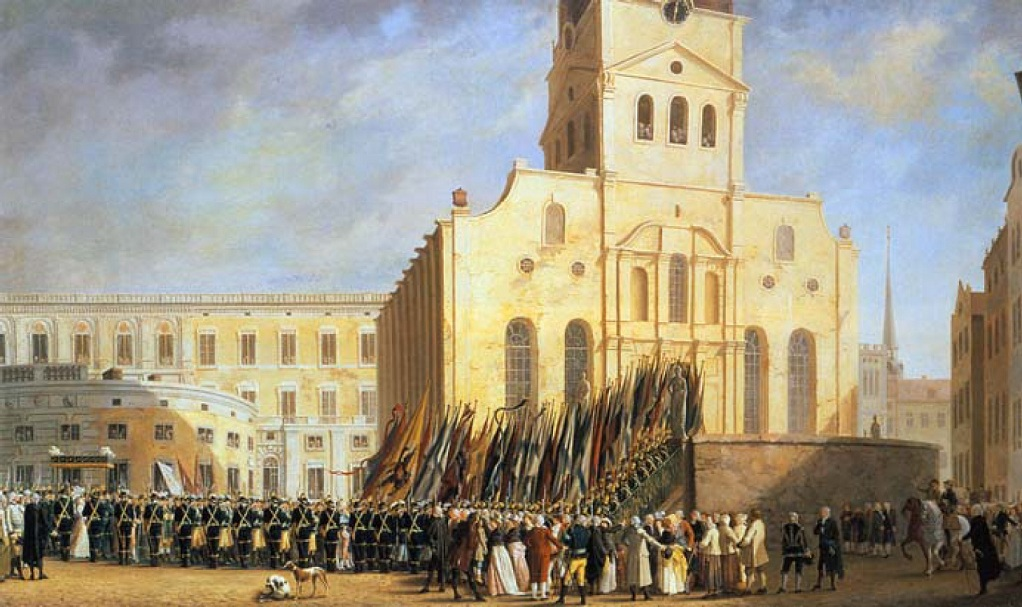
Російські трофейні прапори, захоплені шведами під час битви

Катастрофічна поразка російського флоту в другій Роченсальмській битві підвищила престиж короля Швеції. Він отримав можливість розпочати мирні переговори, і його авторитет в очах підданих ще більш зміцнився після підписання Верельського мирного договору від 14 серпня 1790 року. Відповідно до договору жодна зі сторін, що брали участь у війні, не отримувала будь-яких додаткових територій.
Хоча Густав вважав, що переміг завдяки надлишку легковажності Нассау-Зігена, сам Нассау-Зіген зізнавався, що Густав, на його думку, «гідний стати на чолі всіх государів», і він завжди мріяв служити під його начальством.
Після закінчення війни зі Швецією Росія приступила до масованої фортифікації східного берега річки Кюмійокі, що в 1743—1809 роках служила природним кордоном між Росією і Швецією. Пізніше на місці зведених в цьому місці російських оборонних споруд — морського форту Слава і наземної фортеці Кюмінлінна — виникло фінське портове місто Котка.

## «Святий Миколай»
Одним із кораблів, потоплених в ході битви, став російський гребний фрегат «Святий Миколай». У 1948 році корпус фрегата був виявлений на дні Фінської затоки на глибині 16 м поблизу Котки. До теперішнього часу фінські водолази, які досліджували корпус судна, витягли з нього близько 2300 історично цінних предметів. У 1975 році з борту корабля було піднято велику кількість зброї, а також залишки російських моряків, пізніше захороненних на православному кладовищі Котки. Підняті із затонулого фрегата ростр і гармати перебувають в експозиції Морського музею Фінляндії в місті Котка.